# Zwarte valk
De zwarte valk (Falco subniger) is een middelgrote Australische valk.

## Kenmerken
Het vrouwtje van de zwarte valk heeft een lengte van ongeveer 55 cm, het mannetje is zo'n 10 cm kleiner. De gemiddelde massa van de vogel bedraagt 750 gram. Zijn verenkleed is geheel zwart, maar wordt met het verstrijken van de jaren steeds bruiner. De soort heeft een snelle vlucht en spitse vleugels.

## Verspreiding
De zwarte valk is endemisch in Australië. Hij komt in het grootste deel van het land voor, behalve in dicht bebost gebied en het zuidwesten.

## Gedrag
De habitat van de zwarte valk bestaat uit open bosgebied en open, vlak grasland in de steppes van Australië. De soort heeft een uitgebreid menu dat bestaat uit vogels en zoogdieren zoals konijnen, hagedissen en insecten. Daarnaast voedt hij zich, als een van de weinige valkensoorten, met aas. De zwarte valk steelt soms ook prooien van andere roofvogels (kleptoparasitisme). Ten slotte zoekt de vogel natuurbranden, jagers en landbouwwerktuigen op om te jagen op vluchtende dieren.

## Voortplanting
Zijn eieren legt de zwarte valk in een oude nest van een andere roofvogel of kraaiachtige. Het legsel bestaat uit 3 tot 4 eieren, die in 34 dagen worden uitgebroed. Na 38 tot 49 dagen vliegen de jongen uit, daarna blijven ze nog zeker twee maanden afhankelijk van hun ouders.

## Status
De grootte van de populatie wordt geschat op 1000-10.000 individuen. Op de Rode lijst van de IUCN heeft deze soort de status niet bedreigd.